# Eulenzauber
Eulenzauber (englischer Originaltitel The Owl Service) ist ein Jugendroman des britischen Autors Alan Garner, der im Jahr 1967 beim Verlag HarperCollins veröffentlicht wurde. Die deutsche Erstausgabe erschien 1982 beim Diederichs Verlag.

## Inhalt
Die Handlung spielt in einem abgelegenen walisischen Tal und folgt drei Jugendlichen: den Engländern Alison und Roger sowie dem Waliser Gwyn. Alison und Roger sind Stiefgeschwister, die mit Rogers Vater Clive die Ferien in einem einsamen Gehöft verbringen. Gwyn ist der Sohn der Haushälterin Nancy.
Die Geschichte beginnt, als Alison vom Dachboden ein eigenartiges Kratzen vernimmt und Gwyn dort daraufhin ein Geschirr-Set mit einem Eulenmuster entdeckt. Alison beginnt wie besessen, die Muster auf Papier zu übertragen und sie auszuschneiden – wobei sich die Eulenmotive in blumige Formen verwandeln. Diese scheinbar harmlose Aktivität entfesselt übernatürliche Kräfte und löst eine Wiederholung einer alten walisischen Sage aus: Die tragische Geschichte von Blodeuwedd, einer Frau, die aus Blumen geschaffen wurde, aber ihren Ehemann verrät und zur Strafe in eine Eule verwandelt wird.
Die drei Jugendlichen werden zunehmend in die Rollen der mythischen Figuren gedrängt – Alison als Blodeuwedd, Roger als ihr betrogener Ehemann Lleu Llaw Gyffes, und Gwyn als Blodeuwedds Geliebter Goronwy Pybyr. Die Grenzen zwischen Vergangenheit und Gegenwart verschwimmen, und alte Konflikte zwischen Klassen, Geschlechtern und Familien wiederholen sich auf abenteuerliche Weise. Je weiter die Geschichte fortschreitet, desto mehr beeinflussen diese mythischen Kräfte das Verhalten der Figuren und bringen unterdrückte Spannungen an die Oberfläche.
Schließlich gelingt es den Jugendlichen mit Mühe, den Zyklus zu durchbrechen – vor allem, als Alison sich ihrer Rolle bewusst wird und sich gegen das Wiederholen der Geschichte entscheidet.

## Hintergrund

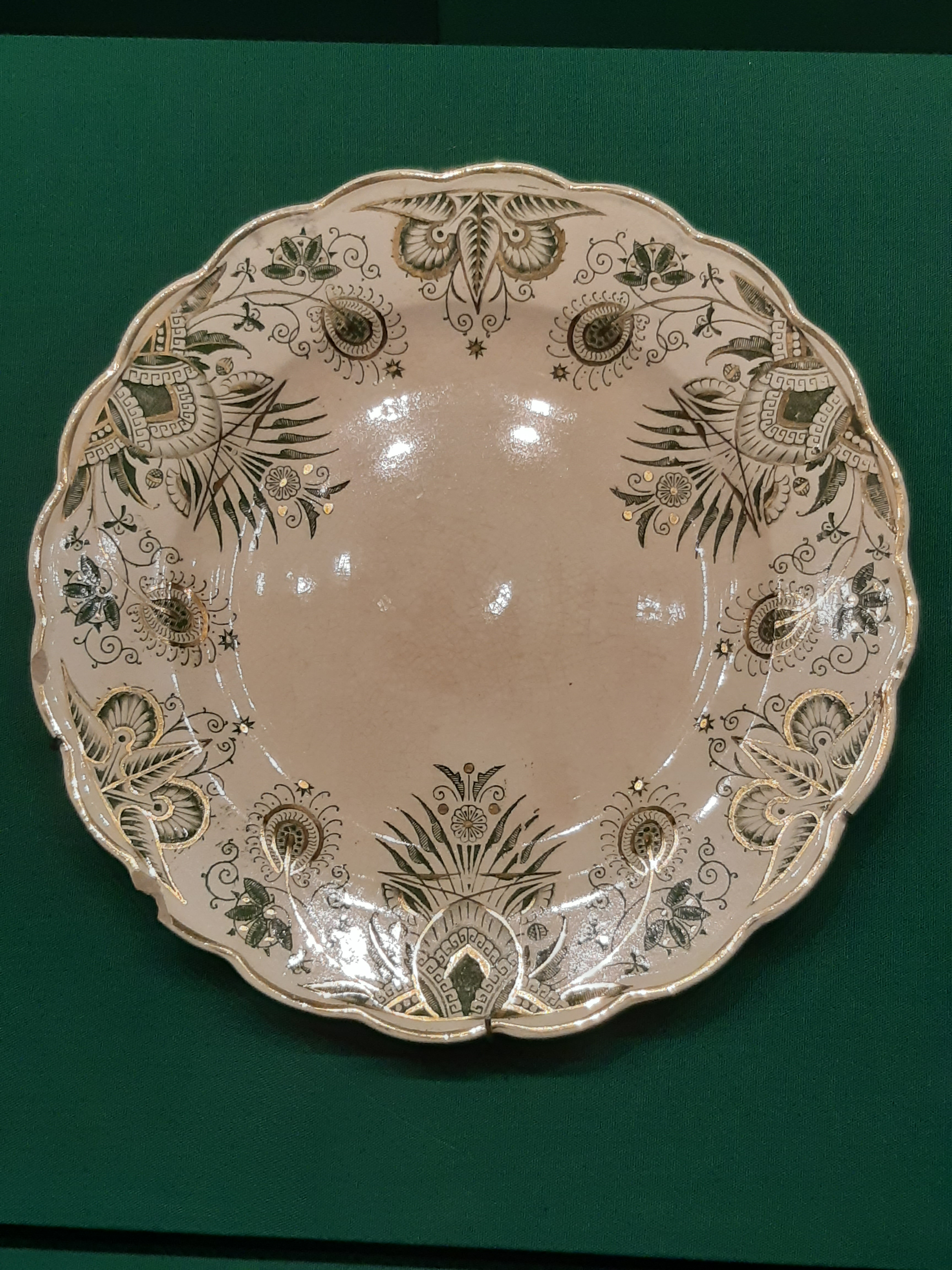
Porzellanteller, dessen Blumenmuster als Abbild einer Eule gesehen werden kann.

Garners Geschichte basiert auf der frühkeltischen Mythendichtung Die vier Zweige des Mabinogi, in der die Göttin Arianrod einen sterblichen Sohn namens Lleu Llaw Gyffes zur Welt bringt, der laut einem Schicksalsspruch seiner Mutter «nie ein Weib bekommen werde, das unter den Sterblichen wohnt». Arianrods Bruder Gwydion, ein Zauberer, durchkreuzt jedoch den Bannfluch seiner Schwester, indem er aus Blumen und Baumblüten ein weibliches Wesen namens Blodeuwedd erschafft, die Lleus Frau wird. Sie verliebt sich allerdings in Gronw Pebyr und stachelt diesen dazu an, ihren Ehegatten zu ermorden. Zur Strafe wird Blodeuwedd in eine Eule verwandelt. Eine weitere Inspirationsquelle für Garners Geschichte war ein Porzellanteller, den er bei seiner Schwiegermutter erblickte und dessen Muster dem Abbild einer Eule ähnelt.

## Rezeption
Geraldine Brennan schreibt in ihrer Buchrezension: „Der Roman spiegelt sowohl kulturelle als auch soziale Spannungen: zwischen Walisern und Engländern, zwischen alteingesessenen Landbesitzern und modernen Aufsteigern, zwischen Stadt und Land. Der Roman, der auf der Liste der immerwährenden Erfolgsbücher einen festen Platz einnimmt, wurde zu den zehn bedeutendsten Kinderbüchern der letzten 70 Jahre gewählt.“

## Auszeichnungen
Eulenzauber wurde 1967 mit einer Carnegie Medal und 1968 mit einem Guardian Award ausgezeichnet.

## Referenzen
Eulenzauber ist in dem literarischen Nachschlagewerk 1001 Kinder- und Jugendbücher – Lies uns, bevor Du erwachsen bist! für die Altersstufe 12+ Jahre enthalten.

## Ausgaben
- The Owl Service. HarperCollins, London 1967 (englisch).
- Eulenzauber. Diederichs, 1982.

## Adaptionen
Im Jahr 1969 wurde der Roman von Granada Television als achtteilige Miniserie mit dem Titel The Owl Service verfilmt.